# Joseph Geisinger
Joseph G. „Joe“ Geisinger ist ein Tonmeister.

## Leben
Geisinger begann seine Karriere Ende der 1970er Jahre zunächst als Tonassistent. Bis Ende der 1980er Jahre war er an der Tonangel tätig, unter anderem beim Trashfilm Sador – Herrscher im Weltraum und Die nackte Kanone. Zudem war er als Kabelhelfer bei größeren Filmproduktionen wie dem für vier Oscars nominierten Drama Menschen am Fluß und Clint Eastwoods Heartbreak Ridge im Einsatz. Seit Anfang der 1990er Jahre arbeitete er als Tonmeister, unter anderem an Steven Spielbergs Hook. Er arbeitete an einigen Filmen von Sam Raimi, darunter Spider-Man 2. Für den Superheldenfilm war er 2005 zusammen mit Kevin O’Connell, Greg P. Russell und Jeffrey J. Haboush für den Oscar in der Kategorie Bester Ton nominiert.
Geisinger arbeitete seit Anfang der 1990er Jahre auch an zahlreichen Fernsehproduktionen wie Fernsehfilmen und Fernsehserien, darunter Geschichten aus der Gruft, Noch mal mit Gefühl und Die himmlische Joan. Seit 2005 arbeitet er an der Krimiserie Criminal Minds und war seither an über 200 Episoden beteiligt.

## Filmografie (Auswahl)

### Film
- 1980: Sador – Herrscher im Weltraum (Battle Beyond the Stars)
- 1984: Menschen am Fluß (The River)
- 1986: Heartbreak Ridge
- 1988: Die nackte Kanone (The Naked Gun: From the Files of Police Squad!)
- 1989: Bill & Teds verrückte Reise durch die Zeit (Bill & Ted's Excellent Adventure)
- 1991: Hook
- 1994: Beverly Hills Cop III
- 1995: Showgirls
- 1997: Starship Troopers
- 2000: Hollow Man – Unsichtbare Gefahr (Hollow Man)
- 2003: National Security
- 2004: Spider-Man 2
- 2007: Spider-Man 3
- 2009: Drag Me to Hell

### Fernsehen
- 1991–1992: Geschichten aus der Gruft (Tales from the Crypt)
- 1999–2002: Noch mal mit Gefühl (Once and Again)
- 2003–2004: Die himmlische Joan (Joan of Arcadia)
- 2005–2017: Criminal Minds

## Auszeichnungen (Auswahl)
- 2005: Oscar-Nominierung in der Kategorie Bester Ton für Spider-Man 2